# 西山镇 (桂平市)
西山镇，是中华人民共和国广西壮族自治区贵港市桂平市下辖的一个乡镇级行政单位。

## 行政区划
西山镇下辖以下地区：
城北社区、县府社区、城中社区、城东社区、城南社区、城西社区、兴宁社区、厢东社区、厢南社区、福山村、长安村、永培村、岭头村、大起村、新岗村、佛荔村、西山村、前进村、白兰村、碧滩村、上垌村和西长村。

## 交通
- 南广铁路：桂平站